# Adel Amrouche
Adel Amrouche (ur. 7 marca 1968 w dzielnicy Kouba w stolicy Algier, Algieria) – algierski piłkarz, grający na pozycji pomocnika, trener piłkarski.

## Kariera piłkarska

### Kariera klubowa
Wychowanek CA Kouba. W 1983 rozpoczął karierę piłkarską w CRB Algier. Potem występował w algierskich klubach JS Kabylie, OMR El Anasser, USM Algier i ponownie OMR El Anasser. Latem 1992 wyjechał do Austrii, gdzie został piłkarzem Favoritner AC. W następnym sezonie przeniósł się do Belgii, gdzie bronił barw klubów RAA Louviéroise i RAEC Mons. Potem grał w zespołach amatorskich KAV Dendermonde i SK Lombeek-Liedekerke. W 2002 zakończył karierę piłkarską.

## Kariera trenerska
W sezonie 1995/96 pracował na stanowisku dyrektora technicznego FC Brussels, a potem w Royale Union Saint-Gilloise na stanowisku dyrektora sportowego. W 2002 rozpoczął pracę szkoleniową w kongijskim klubie DC Motema Pembe. W 2004 prowadził reprezentację Gwinei Równikowej. Potem krótko pracował na stanowisku dyrektora technicznego w ukraińskim klubie Wołyń Łuck oraz trenował turecki klub Gençlerbirliği SK. W sezonie 2005/06 ponownie stał na czele DC Motema Pembe. W następnym sezonie pracował na stanowisku dyrektora technicznego Royale Union Saint-Gilloise. Od 2007 do 2012 kierował reprezentację Burundi. W lutym 2014 został selekcjonerem reprezentacji Kenii, z którą pracował do 3 sierpnia 2014.